# Кирилівська селищна територіальна громада
Кирилівська селищна громада — територіальна громада в Україні, у Мелітопольському районі Запорізької області. Адміністративний центр — селище Кирилівка.
Площа громади — 661,60 км², населення — 6717 мешканців (2020).

## Історія
Громада утворена 3 липня 2017 року шляхом об'єднання Кирилівської селищної ради та Атманайської і Охрімівської сільських рад Якимівського району.
19 липня 2020 року, в результаті адміністративно-територіальної реформи та ліквідації Якимівського району, громада у складі Мелітопольського району.

## Населені пункти
До складу громади входять селище Кирилівка та 7 сіл: Атманай, Вовче, Косих, Лиманське, Нове, Охрімівка та Солоне.